# Liste der Biografien/Joi–Jom
Liste der Biografien |
Portal Biografien |
Personensuche
# |
A |
B |
C |
D |
E |
F |
G |
H |
I |
J |
K |
L |
M |
N |
O |
P |
Q |
R |
S |
T |
U |
V |
W |
X |
Y |
Z |
?
 
Ja |
Jb |
Jd |
Je |
Jh |
Ji |
Jj |
Jl |
Jn |
Jm |
Jo |
Jp |
Jr |
Js |
Jt |
Ju |
Jv |
Jw |
Jy
 
Joa–Jog |
Joh |
Joi–Jom |
Jon |
Joo |
Jop |
Jor |
Jos |
Jot |
Jou |
Jov |
Jow |
Jox |
Joy |
Joz
Die Liste der Biografien führt alle Personen auf, die in der deutschsprachigen Wikipedia einen Artikel haben. Dieses ist eine Teilliste mit 260 Einträgen von Personen, deren Namen mit den Buchstaben „Joi“ – „Jom“ beginnt.

## Joi–Jom

### Joi
- Joinard, Achille (1889–1958), französischer Sportfunktionär und Nationalist
- Joiner, Charles (* 1947), US-amerikanischer American-Football-Spieler
- Joiner, Duncan, US-amerikanischer Schauspieler und Synchronsprecher
- Joiner, Julia Dolly (* 1956), gambische Politikerin
- Joiner, Rusty (* 1972), US-amerikanischer Schauspieler und Model
- Joiner, Sonny Alade, gambischer Basketballnationalspieler
- Joint, Edgar James (1902–1981), britischer Botschafter
- Joint, Maya (* 2006), australische TennisspielerinMaya Joint (* 2006)

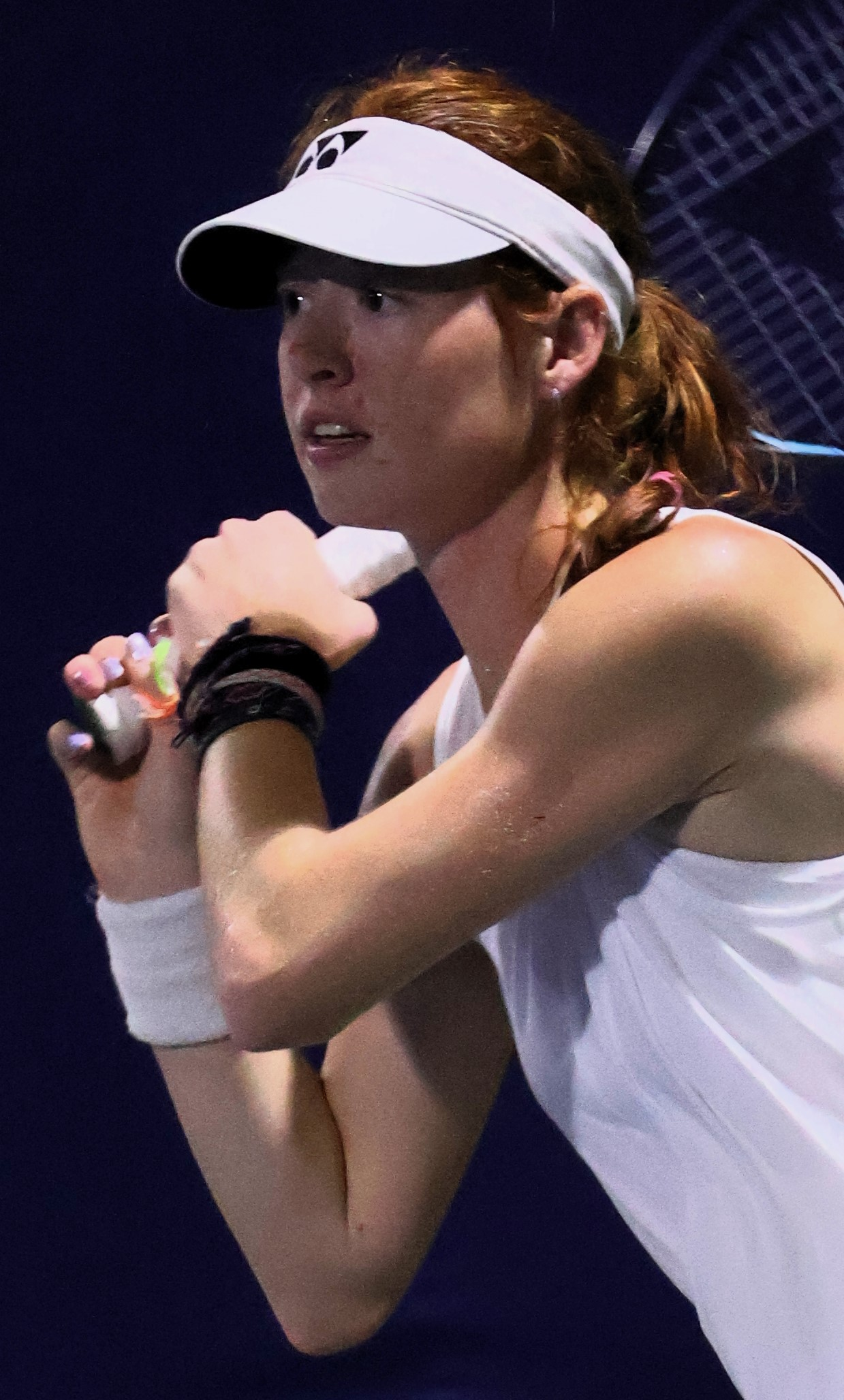
Maya Joint (* 2006)

- Joinville, François d’Orléans, prince de (1818–1900), französischer Admiral und Politiker, Mitglied der Nationalversammlung
- Joisten, Christine (* 1967), deutsche Sportmedizinerin, Sportwissenschaftlerin und Hochschullehrerin
- Joisten, Hans-Peter (1942–1973), deutscher Autorennfahrer
- Joisten, Karen (* 1962), deutsche Philosophin
- Joisten-Pruschke, Anke (* 1960), deutsche Iranistin und evangelische Theologin
- Joithe, Michael (* 1973), deutscher Unternehmer, Kommunalpolitiker (Die Iserlohner) und hauptamtlicher Bürgermeister
- Joithe-von Krosigk, Wolfgang (* 1950), deutscher Politiker (Die Linke), MdB
- Joițoiu, Raluca Elena (* 1993), rumänische Tennisspielerin

### Joj
- Joja, Athanase (1904–1972), rumänischer Politiker (PCdR, PMR, PCR), Minister, Philosoph und Hochschullehrer
- Jojachin, König von Juda als Nachfolger seines Vaters Jojakim
- Jojakim (634 v. Chr.–598 v. Chr.), König von Juda
- Joji, Marampudi (1942–2010), indischer Geistlicher, Bischof von Khammam, Bischof von Vijayawada, Erzbischof von Hyderabad
- Jojić, Miloš (* 1992), serbischer Fußballspieler
- Jōjima, Kōriki (* 1947), japanischer Politiker
- Jōjin (1011–1081), japanischer Tendai-Mönch und Chinapilger
- JoJo (* 1990), US-amerikanische Pop- und R&B-Sängerin, Songwriter und SchauspielerinJoJo (* 1990)

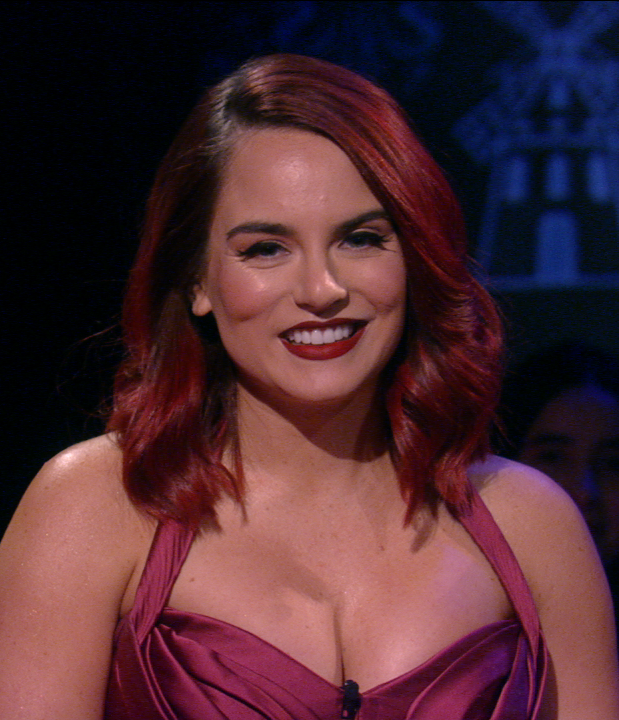
JoJo (* 1990)

- Jojo, Kanta (* 2001), japanischer Fußballspieler
- Jōjō, Shinji (* 1977), japanischer Fußballspieler

### Jok
- Jok, John Luk († 2020), südsudanesischer Politiker
- JokA (* 1985), deutscher Rapper
- Jókai, Mór (1825–1904), ungarischer Schriftsteller und Journalist
- Jokanović, Rajko (* 1971), jugoslawischer Volleyballspieler
- Jokanović, Slaviša (* 1968), jugoslawischer, später serbisch-montenegrinischer, Fußballspieler und serbischer Fußballtrainer
- Jokar, Masoud Mostafa (* 1977), iranischer Ringer und Olympiazweiter
- Jókay, Zoltán (* 1960), deutscher Fotograf
- Jokel, Egon (* 1928), deutscher Fußballspieler
- Jokel, Johannes, österreichischer Opernsänger (Bass)
- Jokela, Anu (* 1981), finnische Fußballschiedsrichterassistentin
- Jokela, Juha (* 1970), finnischer Dramatiker und Drehbuchautor
- Jokela, Mikko (* 1980), finnischer Eishockeyspieler
- Jöken, Carl (1893–1971), deutscher Opernsänger (Tenor)
- Jöken, Klaus (* 1958), deutscher Comic-Übersetzer
- Jöken-König, Käte (1898–1968), deutsche Schauspielerin, Sängerin und Hörspielsprecherin
- JoKeR (* 1976), deutscher Comiczeichner
- Joker, Mohammed al- (* 1973), Snookerspieler aus den Vereinigten Arabischen Emiraten
- Jokeren (* 1973), dänischer Rapper, Drehbuchautor und Musikproduzent
- Jokerim, Heinrich, Bürgermeister von Dresden
- Jokhosha, Nora (* 1977), deutsche Schauspielerin
- Jokić Kaspar, Ljiljana (* 1951), serbische Autorin und Journalistin
- Jokić, Bojan (* 1986), slowenischer Fußballspieler
- Jokić, Dragan (* 1957), serbischer Kriegsverbrecher, Offizier und Chef der Ingenieurtruppen der Zvornik-Brigade
- Jokić, Katarina (* 1998), serbische Tennisspielerin
- Jokić, Mario (* 1990), kroatischer Fußballspieler
- Jokić, Miodrag (1935–2022), serbischer Kriegsverbrecher, Admiral der Jugoslawischen Volksarmee
- Jokić, Nebojša (* 1968), serbischer Handballspieler
- Jokić, Nikola (* 1995), serbischer BasketballspielerNikola Jokić (* 1995)

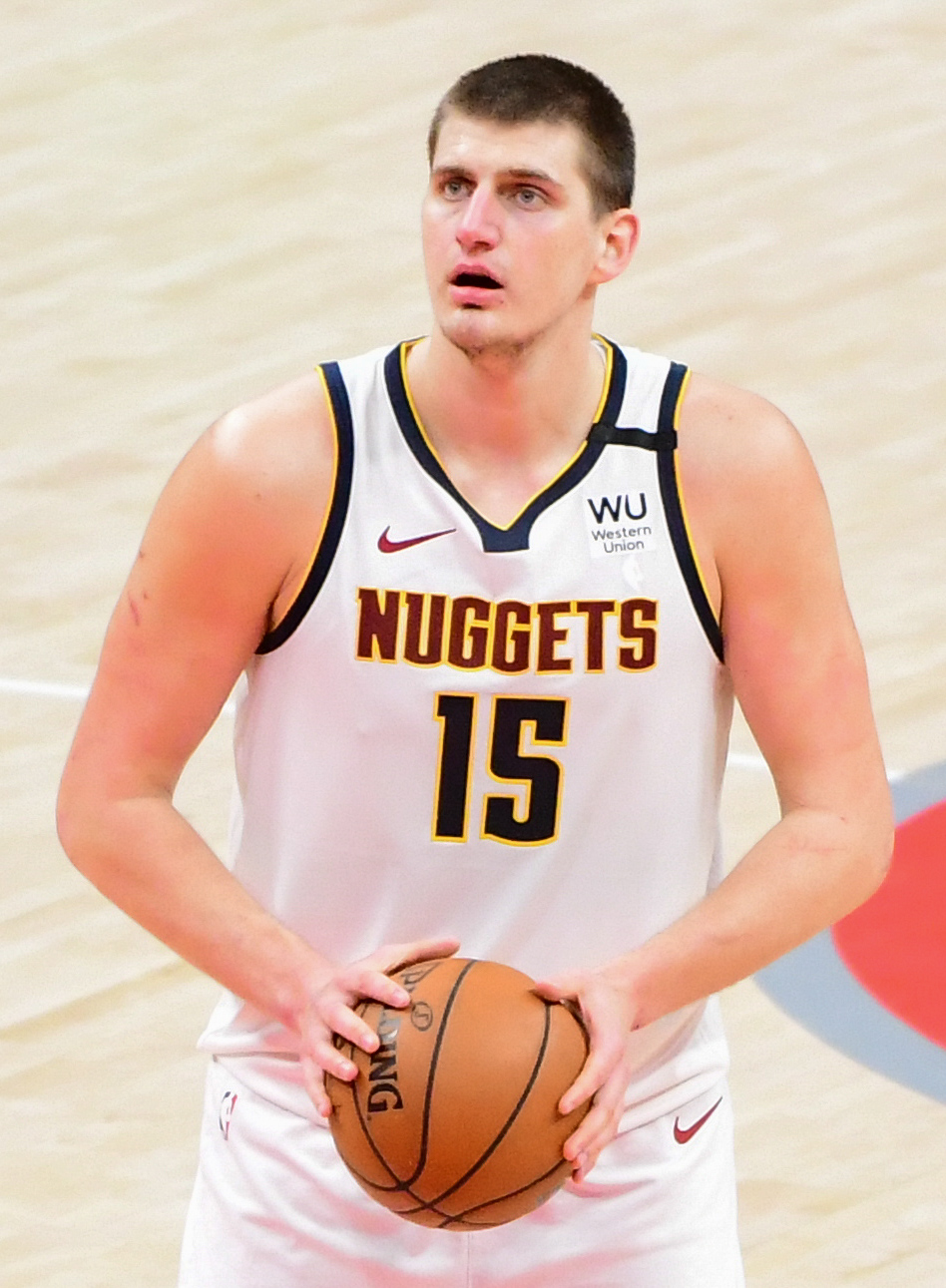
Nikola Jokić (* 1995)

- Jokić, Predrag (* 1983), montenegrinischer Wasserballspieler
- Jokiharju, Henri (* 1999), finnischer Eishockeyspieler
- Jokimaitė, Sigita (* 1974), litauische Juristin und Richterin
- Jokinen, Aimo (1931–2014), finnischer Radrennfahrer
- Jokinen, Jarmo (1957–1987), finnischer Tischtennisspieler
- Jokinen, Johan (* 1990), dänischer Automobilrennfahrer
- Jokinen, Jouko (1936–2024), finnischer Eisschnellläufer
- Jokinen, Juho (* 1986), finnischer Eishockeyspieler
- Jokinen, Jussi (* 1983), finnischer Eishockeyspieler
- Jokinen, Olli (* 1978), finnischer EishockeyspielerOlli Jokinen (* 1978)

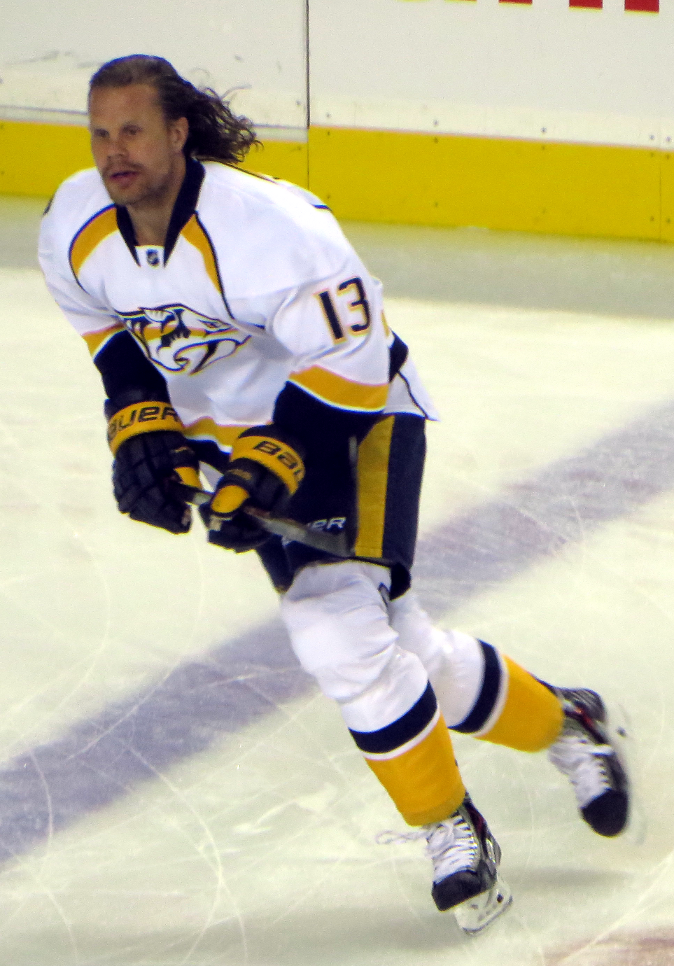
Olli Jokinen (* 1978)

- Jokinen, Raija (* 1960), finnische Textilkünstlerin
- Jokinen, Seppo (* 1949), finnischer Schriftsteller
- Jokipakka, Jyrki (* 1991), finnischer Eishockeyspieler
- Jokisch, Petra, deutsche Schauspielerin und Sängerin
- Jokisch, Rodrigo (* 1946), deutscher Soziologe
- Jokisch, Tanja (* 1978), deutsche Gebärdendolmetscherin
- Jokisch, Walter (1914–1984), deutscher Schauspieler, Theaterregisseur, Hörspielsprecher und Synchronsprecher
- Jokisch, Wolfram (* 1951), deutscher Psychotherapeut und Coach
- Jokl, Anna Maria (1911–2001), israelische deutschsprachige Schriftstellerin
- Jokl, Ernst (1907–1997), deutsch-amerikanischer Sportmediziner
- Jokl, Fritzi (1895–1974), austroamerikanische Opernsängerin (Sopran)
- Jokl, Hans (1878–1935), tschechoslowakischer sozialdemokratischer Politiker, Abgeordneter zum Nationalrat
- Jokl, Karol (1945–1996), slowakischer Fußballspieler
- Jokl, Norbert (* 1877), österreichischer Albanologe und Bibliothekar
- Jokl, Otto (1891–1963), österreichischer Komponist, Musiktheoretiker, Musikpädagoge und Kapellmeister
- Jokl, Roland (* 1962), österreichischer Sprinter
- Jokonya, Tichaona (1938–2006), simbabwischer Politiker
- Jokostra, Peter (1912–2007), deutscher Schriftsteller und Literaturkritiker
- Joković, Maro (* 1987), kroatischer Wasserballspieler
- Jõks, Allar (* 1965), estnischer Jurist
- Jokšas, Andrius (* 1979), litauischer Fußballspieler
- Joksch, Anton (1900–1962), deutscher Radrennfahrer
- Joksch, Juliusz (* 1909), polnischer Fußballspieler
- Joksch, Siegfried (1917–2006), österreichischer Fußballspieler und -trainer
- Joksić, Miloš (* 1968), serbischer Fußballtrainer
- Joksimović, Željko (* 1972), serbischer SängerŽeljko Joksimović (* 1972)

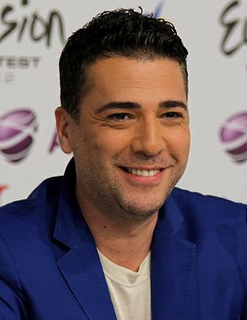
Željko Joksimović (* 1972)

- Joksović, Doroteja (* 2000), serbische Tennisspielerin
- Jokubaitis, Rokas (* 2000), litauischer BasketballspielerRokas Jokubaitis (* 2000)

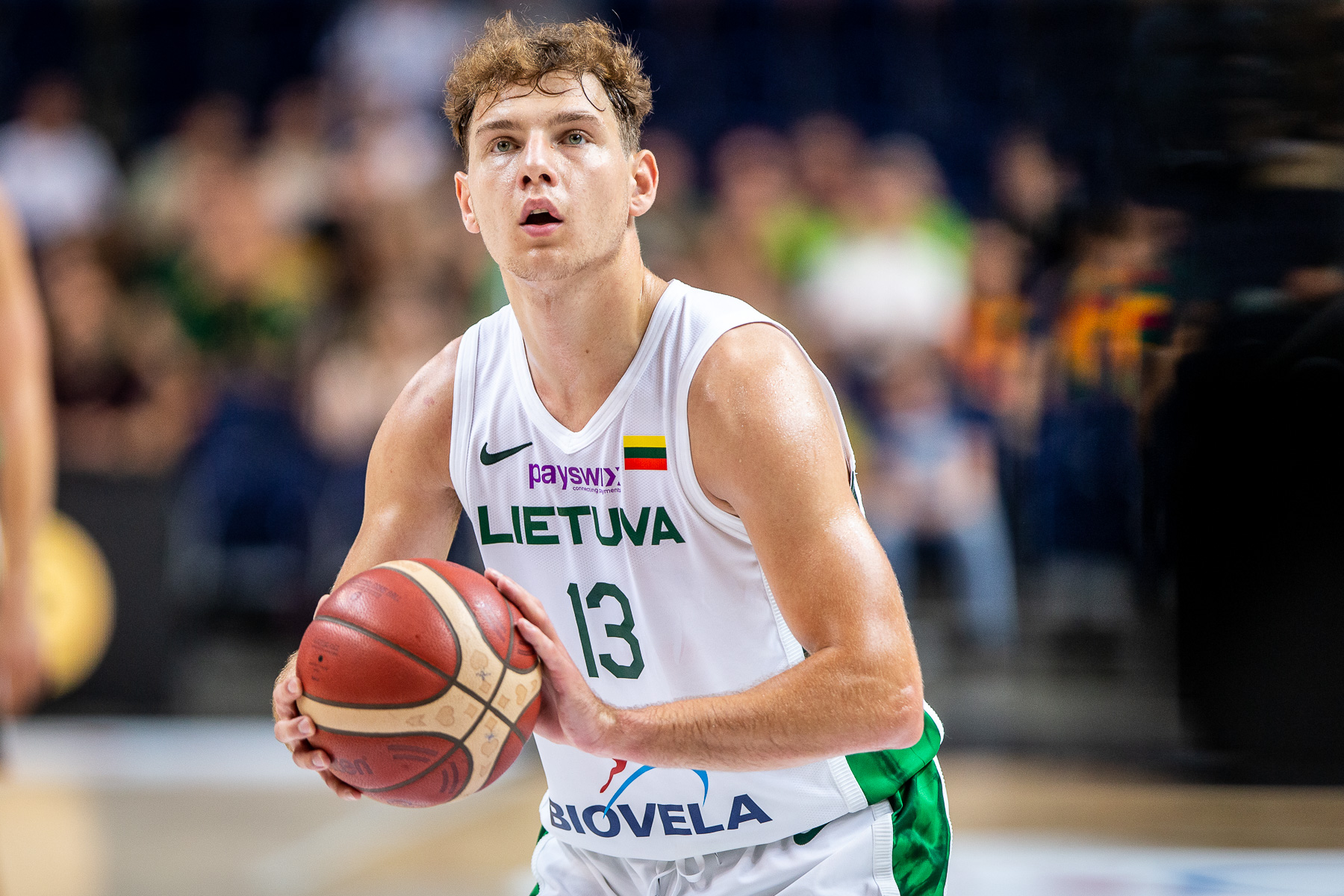
Rokas Jokubaitis (* 2000)

- Jokūbauskas, Česlovas (1955–2013), litauischer Jurist und Richter
- Jokubauskas, Petras (* 1947), litauischer Politiker, Bürgermeister der Rajongemeinde Tauragė
- Jokubauskas, Rytis (* 1977), litauischer Jurist, Rechtsanwalt und Politiker, Vizeminister, stellvertretender Justizminister Litauens
- Jokūbonis, Gediminas (1927–2006), litauischer Bildhauer und Hochschullehrer
- Jokumsen, Mette (* 1977), dänische Fußballspielerin
- Jokuschies, Nina (* 1986), deutsche Fußballspielerin

### Jol
- Jol, Dick (* 1956), niederländischer Fußballspieler und Schiedsrichter
- Jol, Jutta (1896–1981), deutsche Schauspielerin
- Jol, Klaas (* 1942), niederländischer Marineoffizier
- Jol, Martin (* 1956), niederländischer Fußballspieler und -trainer
- Joladour (* 1829), Sklave
- Jolanda von Lusignan (1257–1314), Herr von Lusignan, Graf von La Marche und Angoulême
- Jolande (1428–1483), Herzogin von Lothringen und Bar sowie Titularkönigin von Jerusalem
- Jolande von Frankreich (1434–1478), Regentin von Savoyen
- Jolante von Courtenay († 1233), Königin von Ungarn
- Jolante von Flandern († 1219), Kaiserin des Lateinischen Kaiserreichs (1217–1219)
- Jolanthe († 1254), Gräfin von Nevers, Auxerre und Tonnerre
- Jolanthe (1247–1280), Gräfin von Nevers, sowie Gräfin von Auxerre und Tonnerre (1262–1273)
- Jolanthe von Aragón (1379–1442), Herzogin von Anjou, Ratgeberin König Karls VII. von Frankreich
- Jolas, Betsy (* 1926), französische Komponistin
- Jolas, Eugene (1894–1952), amerikanischer Journalist und Dichter
- Jolas, Heinrich (1866–1949), deutscher Verwaltungsjurist und Staatskommissar Bayerns in der Saarpfalz
- Jolberg, Regine (1800–1870), Begründerin eines evangelischen Diakonissenhauses
- Joldea, Ioan, Fürst von Moldau
- Jole, Terra (* 1980), US-amerikanische Schauspielerin
- Joli, France (* 1963), kanadische Disco-Sängerin
- Joli, Guillaume (* 1985), französischer Handballspieler
- Joli, Justine (* 1980), US-amerikanische PornodarstellerinJustine Joli (* 1980)

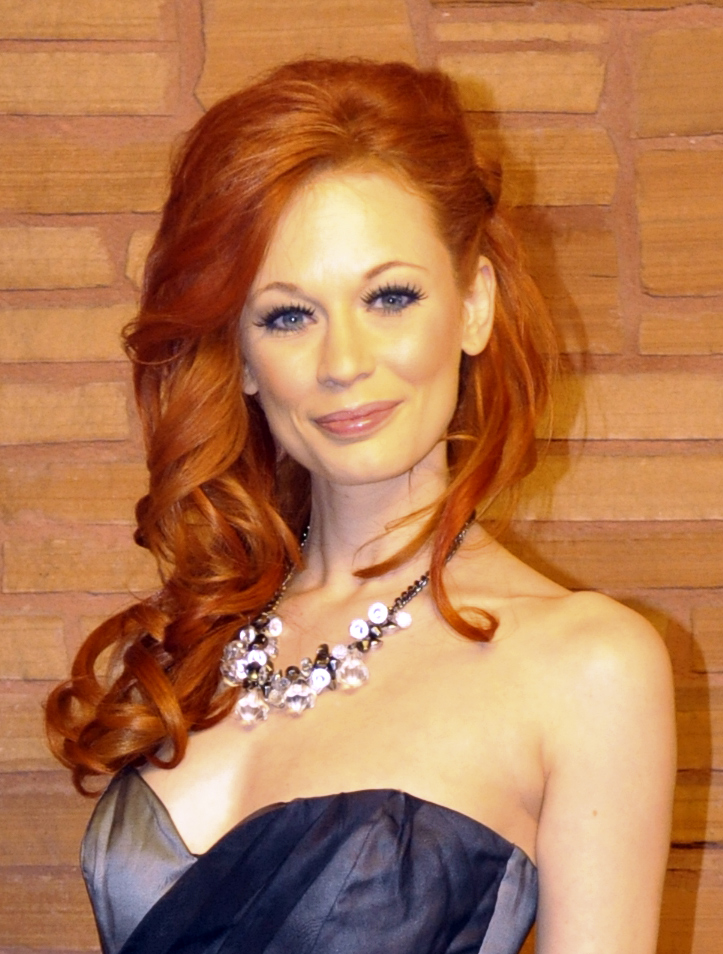
Justine Joli (* 1980)

- Joli, Max Hans (1879–1946), österreichischer Architekt
- Joliat, Aurèle (1901–1986), kanadischer Eishockeyspieler
- Joliat, Laurent (1939–2023), Schweizer Radrennfahrer
- Jolibois, Christian (* 1948), französischer Autor, Schauspieler und Regisseur
- Jolibois, Pierre (1884–1954), französischer Chemiker
- Jolić, Ivan (* 1980), bosnisch-herzegowinischer Fußballspieler
- Jolicoeur, Aubelin (1924–2005), haitianischer Kolumnist
- Jolie, Angelina (* 1975), US-amerikanisch-kambodschanische Schauspielerin, Filmregisseurin, Filmproduzentin und DrehbuchautorinAngelina Jolie (* 1975)

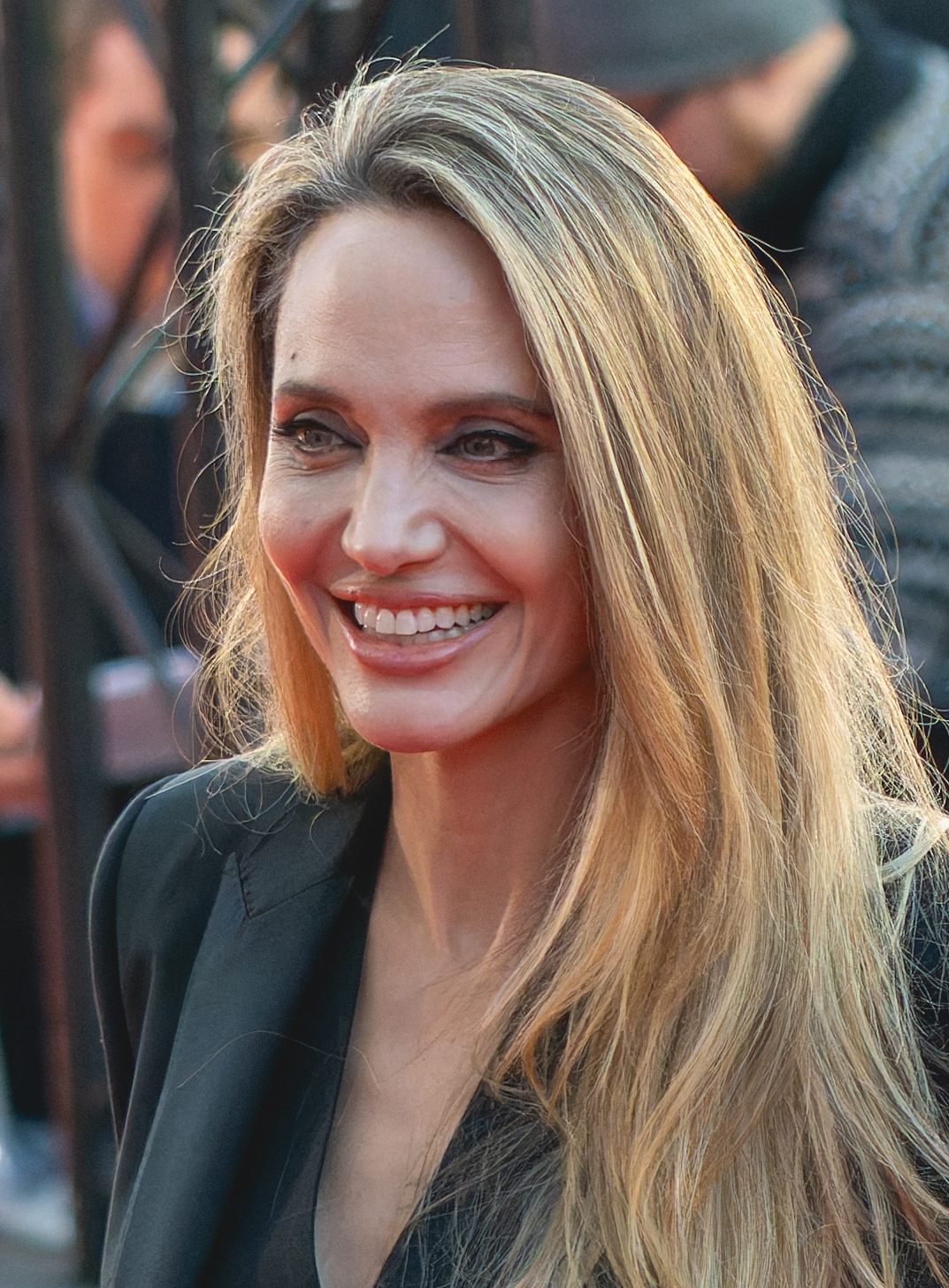
Angelina Jolie (* 1975)

- Jolie, Jenaveve (* 1984), US-amerikanische Pornodarstellerin
- Jolie, Lolita, deutsche Sängerin
- Jolie, Shiloh (* 2006), US-amerikanisch-namibische Schauspielerin und Synchronsprecherin
- Jolie, Stephan (* 1965), deutscher Altgermanist
- Jolie, Uma (* 1995), US-amerikanische Pornodarstellerin, DJ und Erotikmodel
- Jolie, Wouter (* 1985), niederländischer Hockeyspieler
- Jolie-Pitt, Maddox (* 2001), US-amerikanischer Kinderdarsteller und Filmproduzent
- Joliet, Oscar (1878–1969), belgischer Geistlicher, römisch-katholischer Theologe und Bischof
- Jolif, Jean-Yves (1923–1979), französischer Dominikaner und Übersetzer aus dem Altgriechischen
- Jolig, Alex (* 1963), deutscher Gastronom und Schauspieler
- Jolimont, François Gabriel Théodore Basset de (1788–1854), französischer Kunstschriftsteller, Aquarellist, Paläograph, Zeichner
- Jolin, Johan (1818–1884), schwedischer Schauspieler und Dichter
- Joling, Gerard (* 1960), niederländischer Sänger und Moderator
- Joling, Marije (* 1987), niederländische Eisschnellläuferin
- Joliot, Pierre (* 1932), französischer Biochemiker
- Joliot-Curie, Frédéric (1900–1958), französischer Physiker
- Joliot-Curie, Irène (1897–1956), französische ChemikerinIrène Joliot-Curie (1897–1956)

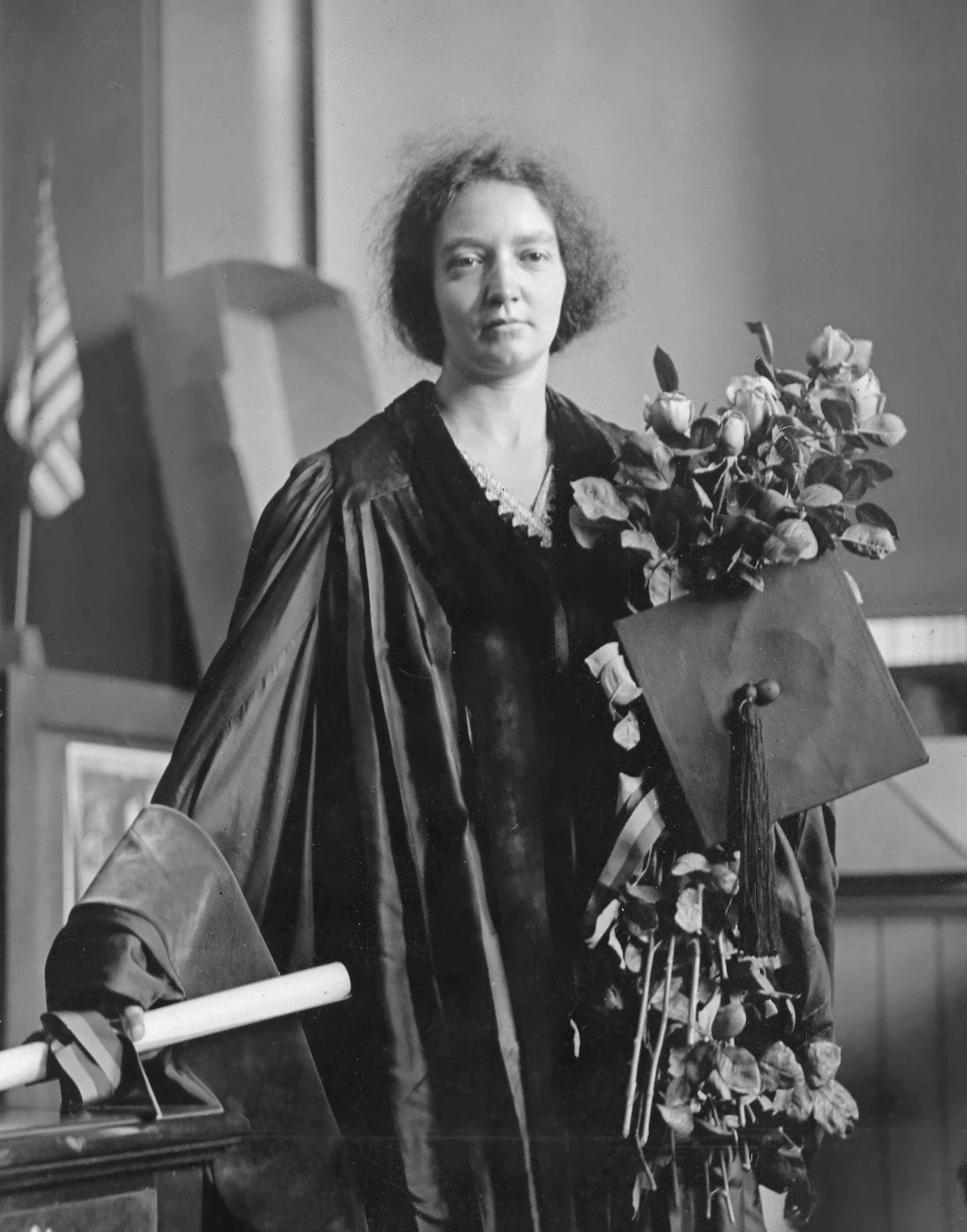
Irène Joliot-Curie (1897–1956)

- Jolissaint, Christiane (* 1961), Schweizer Tennisspielerin
- Jolitz, Bill (1957–2022), amerikanischer Softwareentwickler
- Jolivard, André (1787–1851), französischer Maler
- Jolivet, André (1905–1974), französischer Komponist
- Jolivet, Charles-Constant (1826–1903), französischer römisch-katholischer Ordensgeistlicher und Apostolischer Vikar von Natal
- Jolivet, Jean († 1569), französischer Kartograph und Geograph
- Jolivet, Pierre (* 1952), französischer Regisseur und Drehbuchautor
- Jolivet, Rita (1884–1971), französische Theater- und Stummfilmschauspielerin
- Jolk, Kaspar (1881–1960), deutscher Bankdirektor
- Jolk, Sabrina (* 1982), deutsche Tennisspielerin
- Joll, Ernst-Aleksander (1902–1935), estnischer Fußballspieler
- Joll, James (1918–1994), britischer Historiker und Autor
- Jollain, Nicolas-René (1732–1804), französischer Maler
- Jollasse, Erwin (1892–1987), deutscher Generalleutnant im Zweiten Weltkrieg
- Jollasse, Wilhelm (1856–1921), deutscher Architekt
- Jolle, deutsche Popsängerin und Rapperin
- Jollee, Ariana (* 1982), US-amerikanische PornodarstellerinAriana Jollee (* 1982)

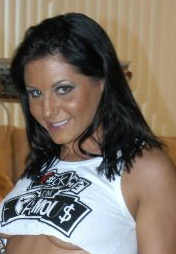
Ariana Jollee (* 1982)

- Jöllemann, Thomas Simon (* 1670), deutscher Bildhauer des Barock
- Jöllenbeck, Matthias (* 1987), deutscher Fußballschiedsrichter
- Joller, Alfred (1858–1945), Schweizer Bibliotheksangestellter des Deutschen Archäologischen Instituts Rom
- Joller, Ivan (* 1983), Schweizer Biathlet
- Joller, Karmen (* 1976), estnische Politikerin
- Joller, Melch Remigi (1799–1873), Schweizer Politiker
- Joller, Melchior (1818–1865), Schweizer Publizist und Politiker
- Joller, Remigi (1891–1960), Schweizer Politiker
- Jolles, André (1874–1946), niederländisch-deutscher Kunsthistoriker, Literatur- und Sprachwissenschaftler
- Jolles, Bernhard (1878–1968), deutscher Übersetzer, Journalist und Zeitungschefredakteur
- Jolles, Charlotte (1909–2003), deutsch-britische Literaturwissenschaftlerin, Fontaneforscherin und -herausgeberin
- Jolles, Claudia (* 1958), Schweizer Kunsthistorikerin
- Jolles, Henry (1902–1965), deutscher Pianist und Komponist
- Jolles, Oscar (1860–1929), deutscher Schriftgießereidirektor
- Jolles, Paul (1919–2000), Schweizer Diplomat
- Jolles, Stanislaus (1857–1942), deutscher Mathematiker und Hochschullehrer
- Jolley, Elizabeth (1923–2007), australische Schriftstellerin
- Jolley, Ethan (* 1997), gibraltarischer Fußballspieler
- Jolley, John L. (1840–1926), US-amerikanischer Politiker
- Jolley, Stan (1926–2012), US-amerikanischer Artdirector und Szenenbildner
- Jolley, Walter (1897–1983), US-amerikanischer Maler und Filmtechniker
- Jollie, Ethel Tawse (1874–1950), rhodesische Schriftstellerin, politische Aktivistin; erste Abgeordnete in den britischen Überseegebieten und auf dem afrikanischen Kontinent
- Jolliet, Louis (1645–1700), französischer Entdecker und Kartograf
- Jolliffe, Frank (1958–2012), US-amerikanischer Jazzmusiker
- Jolliffe, Hylton, 3. Baron Hylton (1862–1945), britischer Peer, Offizier, Diplomat und Politiker der Conservative Party, Unterhausabgeordneter, Oberhausmitglied
- Jolliffe, Jill (1945–2022), australische Journalistin und Autorin
- Jolliffe, Raymond, 5. Baron Hylton (* 1932), britischer Politiker, Mitglied des House of Lords und adliger Landbesitzer
- Jollivet, Jean-Baptiste-Moïse (1753–1818), französischer Politiker
- Jolly, Alan (1910–1977), britischer Heeresoffizier, General
- Jolly, Alison (1937–2014), US-amerikanische Primatologin
- Jolly, Allison (* 1956), US-amerikanische Seglerin
- Jolly, André (1799–1883), belgischer General, Mitglied der provisorischen Regierung
- Jolly, Brian (* 1946), britischer Radsportler und britischer Meister im Radsport
- Jolly, David (* 1972), US-amerikanischer Politiker
- Jolly, Friedrich (1844–1904), deutscher Psychiater
- Jolly, George, englischer Schauspieler und Leiter einer Schauspieltruppe
- Jolly, Isaak (1785–1852), badischer Beamter und Politiker
- Jolly, Judith, Baroness Jolly (* 1951), britische Lehrerin und Politikerin
- Jolly, Julius (1823–1891), deutscher Jurist und Hochschullehrer, badischer Politiker
- Jolly, Julius (1849–1932), deutscher Indologe
- Jolly, Kevin (* 1959), englischer Badmintonspieler
- Jolly, Ludwig (1780–1853), deutscher Politiker
- Jolly, Ludwig von (1843–1905), deutscher Jurist und Hochschullehrer
- Jolly, Pete (1932–2004), US-amerikanischer Jazz-Pianist und Akkordeonist
- Jolly, Philipp von (1809–1884), deutscher Physiker und Mathematiker
- Jolly, Thomas (* 1982), französischer Schauspieler und Theaterleiter
- Joloff, Friedrich (1908–1988), deutscher Schauspieler und Synchronsprecher
- Jolović, Nikola (* 1979), serbischer Fußballspieler
- Jolowicz, Gabriela (* 1978), deutsche Grafikerin
- Jølsen, Ragnhild (1875–1908), norwegische Schriftstellerin
- Jolson, Al (1886–1950), amerikanischer Sänger und EntertainerAl Jolson (1886–1950)

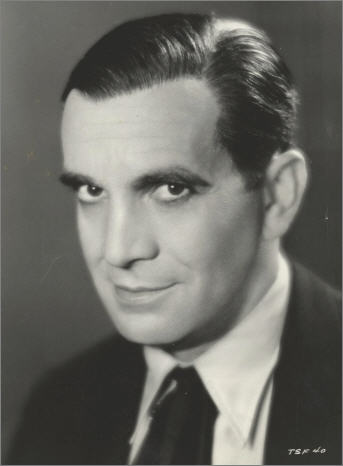
Al Jolson (1886–1950)

- Jolson, Alfred James (1928–1994), US-amerikanischer Jesuit, Bischof von Reykjavík
- Joltuchowskyj, Oleh (* 1987), ukrainischer Skilangläufer
- Joly de Lotbinière, Henri-Gustave (1829–1908), kanadischer Politiker
- Joly, Abraham (1748–1812), Schweizer Arzt
- Joly, Alexandre (* 1971), französischer Geistlicher und römisch-katholischer Bischof von Troyes
- Joly, August, deutscher Luftpionier
- Joly, Augustin-Marie (1917–2006), französischer Benediktiner, Abt und Klostergründer
- Joly, Damien (* 1992), französischer Schwimmer
- Joly, Dom (* 1968), britischer Komiker und Produzent
- Joly, Émile (1904–1980), belgischer Radrennfahrer
- Joly, Étienne de (1756–1837), französischer Politiker und Anwalt
- Joly, Eva (* 1943), norwegische Juristin und Politikerin, MdEPEva Joly (* 1943)

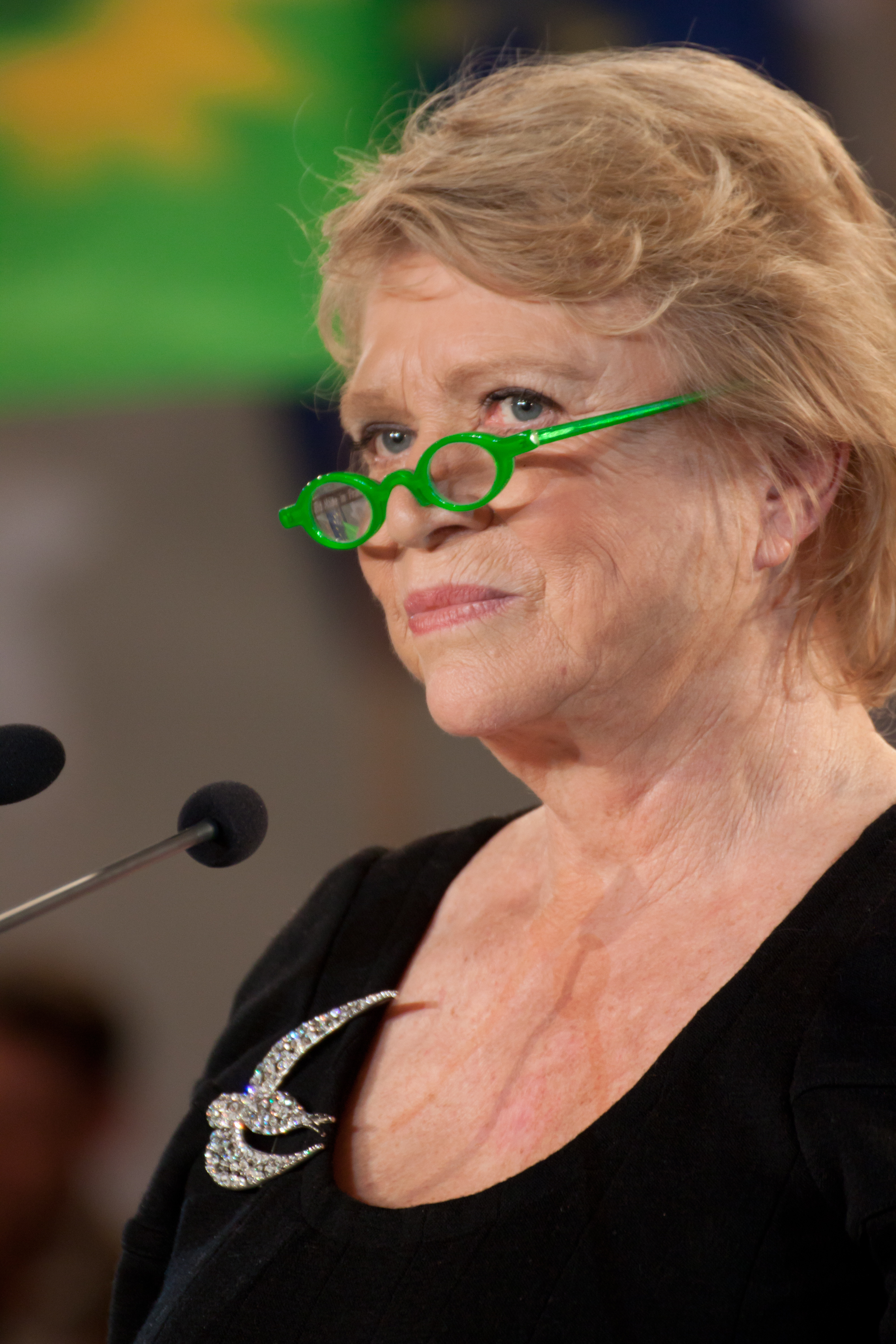
Eva Joly (* 1943)

- Joly, Ferdinand (1765–1823), österreichischer Volksdichter
- Joly, Franz (1852–1904), deutscher Ingenieur
- Joly, Greg (* 1954), kanadischer Eishockeyspieler
- Joly, Henri (1927–1988), französischer Philosophiehistoriker
- Joly, Hubert (* 1959), französischer Manager
- Joly, Jean-Baptiste (* 1951), deutsch-französischer Germanist und Kulturmanager
- Joly, John (1857–1933), irischer Physiker
- Joly, Jules de (1788–1865), französischer Architekt
- Joly, Justine (* 1988), französische Handball- und Beachhandballspielerin
- Joly, Laurent (* 1976), französischer Historiker
- Joly, Lou-Ann (* 2002), französische Fußballspielerin
- Joly, Maurice († 1878), französischer Anwalt und SchriftstellerMaurice Joly († 1878)

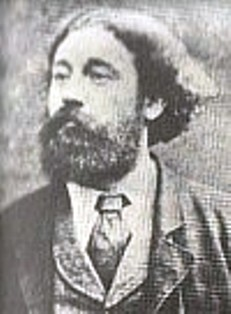
Maurice Joly († 1878)

- Joly, Mélanie (* 1979), kanadische Politikerin
- Joly, Nicolas (1812–1885), französischer Zoologe
- Joly, Octave (1910–1988), belgischer Journalist und Comicautor
- Joly, Paul (* 2000), französischer Fußballspieler
- Joly, Pierre-Isaac (1818–1901), Schweizer Politiker (FDP-Liberale)
- Joly, Raphaël (* 1988), niederländischer Eishockeyspieler
- Joly, Sébastien (* 1979), französischer Radrennfahrer
- Joly, Stéphane (* 1983), Schweizer Leichtathlet
- Jolyot, Pascal (* 1958), französischer Florett-Fechter

### Jom
- Jom Tob ben Abraham aus Sevilla (1250–1320), jüdischer Gelehrter
- Jomaâ, Mehdi (* 1962), tunesischer Premierminister
- Jomanda (* 1948), niederländische Spiritistin
- Jomantas, Vincas (1922–2001), litauisch-australischer Bildhauer
- Jomard, Edmé François (1777–1862), französischer Geograph und Ägyptologe
- Jomei (593–641), 34. Tennō von Japan (629–641)
- JOMI (1952–2025), deutscher PantomimeJOMI (1952–2025)

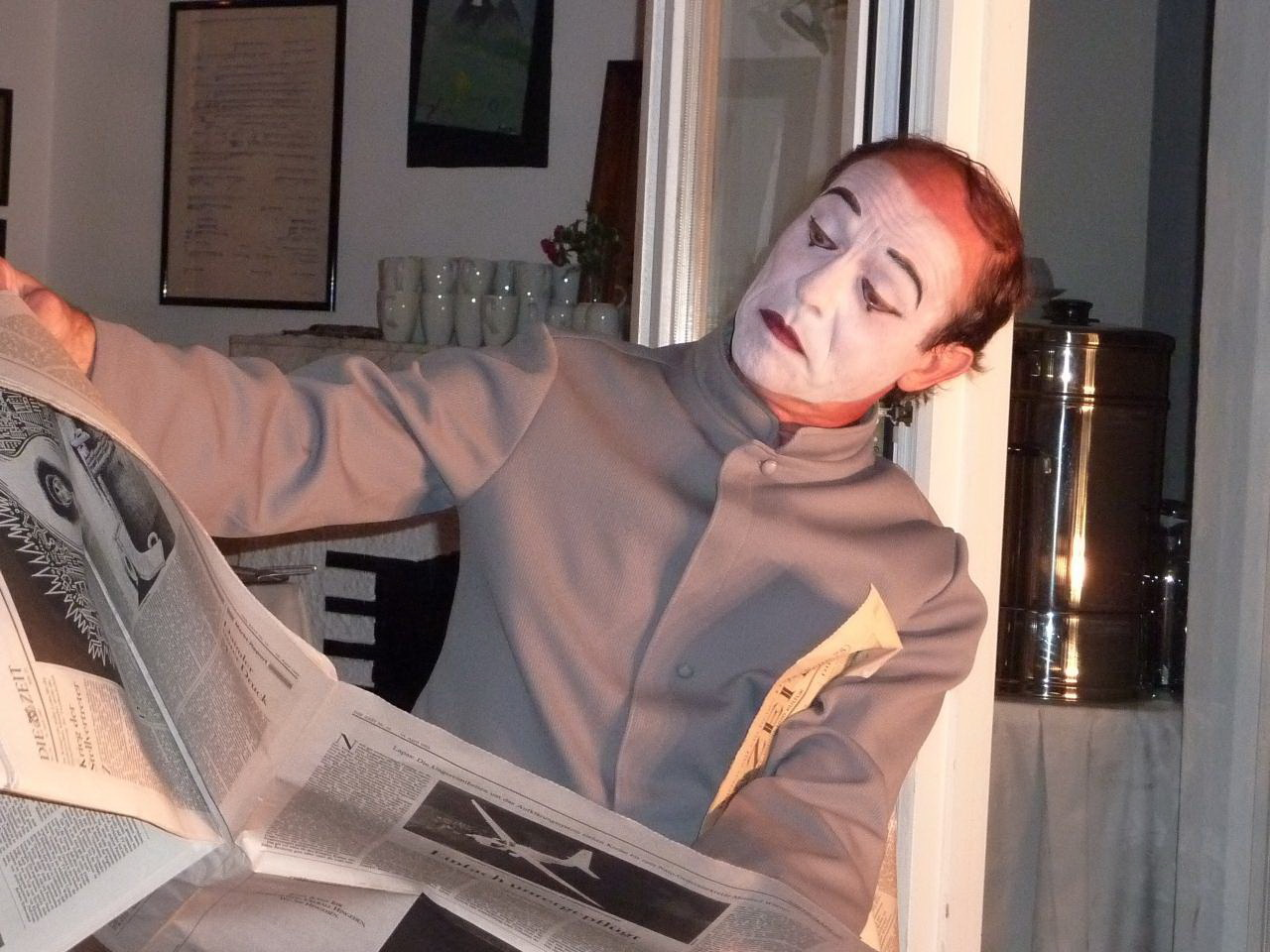
JOMI (1952–2025)

- Jomier, Jacques (1914–2008), französischer römisch-katholischer Theologe und Islamwissenschaftler
- Jomini, Alexander (1814–1888), russischer Diplomat und Politiker
- Jomini, Antoine-Henri (1779–1869), Schweizer Militärtheoretiker und General
- Jomini, Ernest (1921–2016), Schweizer Lokalpatriot und Heimatkundler
- Jomkoh, Supak (* 1996), thailändischer Badmintonspieler
- Jommelli, Niccolò (1714–1774), italienischer Komponist der Vorklassik
- Jomphe, Jean-François (* 1972), kanadischer Eishockeyspieler